# BAP Casma (R-2)
El BAP Casma (R-2), llamado inicialmente BAP R-2, fue uno de los submarinos ordenado por la Marina de Guerra del Perú a la The Electric Boat Company. Se le cambió el nombre a Casma en honor al combate del mismo nombre, ocurrido en la Guerra contra la Confederación Perú-Boliviana, el 12 de enero de 1839. 

## Contexto histórico
Tras la baja de los sumergibles Teniente Ferré y Teniente Palacios, la Marina peruana se encontraba en un periodo de inactividad material en materia de submarinos. Tras una delicada situación con Chile (debido a la Cuestión de Tacna y Arica) y el profundo desequilibrio entre su Armada y la Marina peruana, motivo a que se emitiera una orden para construir dos submarinos en los Estados Unidos.

## Llegada al Perú y visita oficial a Chile
El R-2 zarpó, junto al R-1, el 20 de noviembre de 1926 hacia el puerto del Callao, llegando el 12 de diciembre. 4 años después formaría parte de la comitiva que partiría junto con los cruceros Almirante Grau y Coronel Bolognesi y los submarinos R-1, R-3 y R-4 hacia el puerto chileno de Valparaíso, en una visita oficial con motivo de la firma del Tratado de Lima entre esos dos países.

## Guerra colombo-peruana
En 1932, el submarino recibiría su bautismo de fuego, al intervenir en la guerra colombo-peruana, junto con el submarino R-3 y el crucero Coronel Bolognesi, bloqueando la costa del Pacífico de Colombia, obligando a este país crear una base de hidroaviones en Buenaventura y otra en Cartagena de Indias. Allí también se enfrentó a mercenarios contratados por el Estado colombiano.

## Guerra peruano-ecuatoriana
Al estallar el conflicto con Ecuador en 1941, este submarino, junto al R-1, se hallaba en Talara desde el 9 de mayo efectuando ejercicios y patrullajes en el litoral norte, dirigiéndose inmediatamente al teatro de operaciones. Con su base en Puerto Pizarro, ambos submarinos efectuaron un reconocimiento en la boca del canal de Jambelí a fin de detectar la presencia de artillería ecuatoriana. 
Debido al total repliegue de las naves ecuatorianas hacia Guayaquil, y dado que en el frente marítimo ya no existía ninguna amenaza, los buques de la Marina peruana fueron replegándose hacia el Callao: el R-2 zarparía el 23 de diciembre de 1941.

## Revisión, cambio de nombre y baja
En 1950 fue enviado a los Estados Unidos con el fin de revisarlo. En 1957, el R-2 pasó a llamarse Casma. Al año siguiente, y tras 32 años de servicio, debido a la compra de submarinos más modernos, todos las unidades de la clase R-1 pertenecientes a la Marina peruana fueron dadas de baja.

### Buques de la clase
• R-1
• R-3
• R-4